# گده‌بی (شهر)
گده‌بی (به ترکی آذربایجانی: Gədəbəy) شهری در شهرستان گده‌بی کشور جمهوری آذربایجان است. جمعیت این شهر بر اساس سرشماری سال ۱۹۸۹ میلادی، ۵٫۰۴۹ نفر و بر اساس سرشماری سال ۲۰۰۸ میلادی، ۸٫۴۰۰ بوده‌است.